# Hemipholiota
Genre
Synonymes
- Pholiota subgen. Hemipholiota Singer, 1962
- Nemecomyces Pilát, 1933

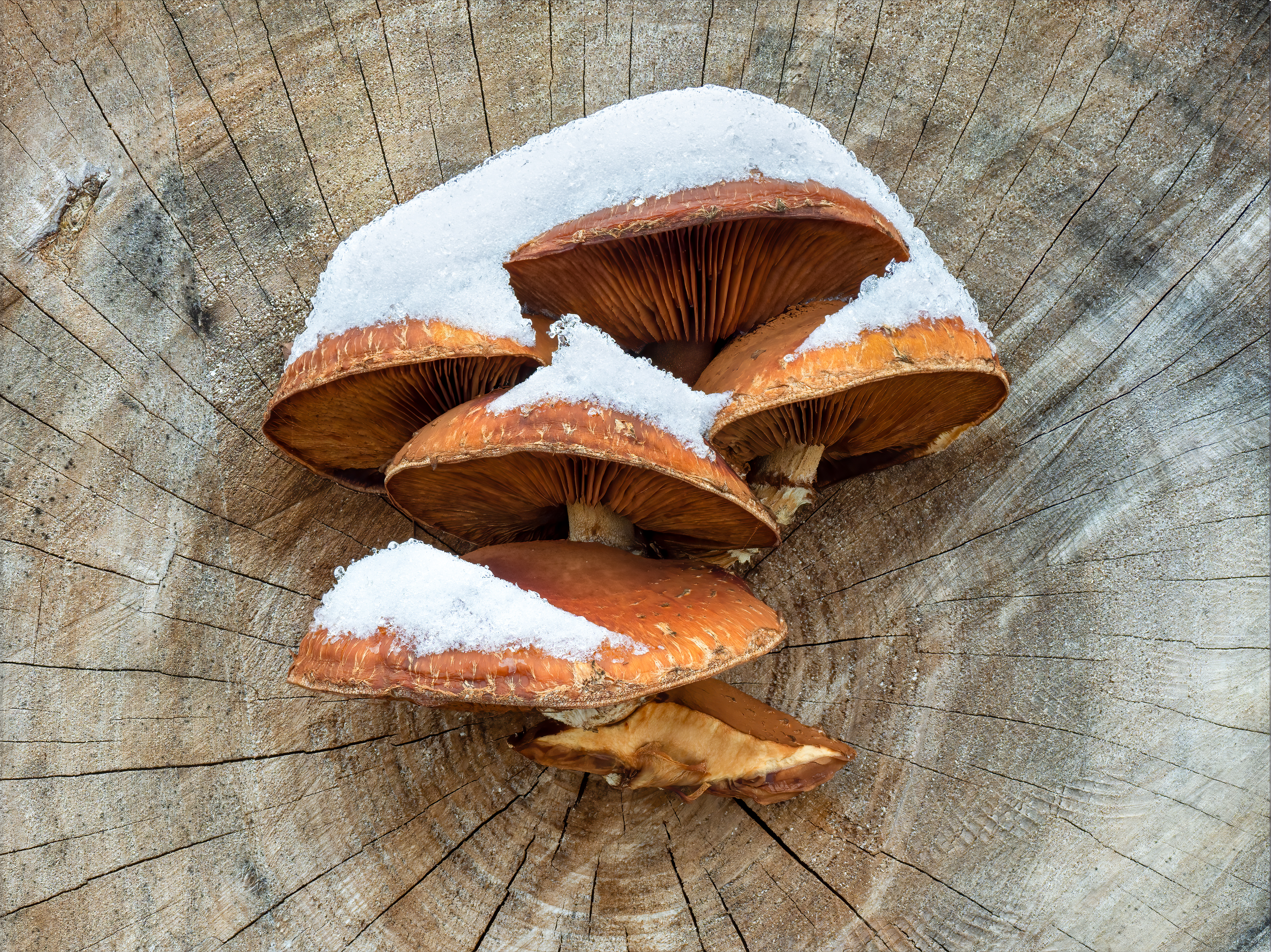
Pholiote destructrice sous la neige. Décembre 2020.

Hemipholiota  est un genre de champignons  basidiomycètes de la famille des Strophariaceae.

## Espèces
Selon NCBI (site consulté le 13 janvier 2021), le genre compte 3 espèces:
- Hemipholiota destruens
- Hemipholiota lucifera
- Hemipholiota populnea - la Pholiote destructrice